# Arrêté royal (Belgique)
Pour les autres articles nationaux ou selon les autres juridictions, voir arrêté.
Ne doit pas être confondu avec Arrêté royal (Pays-Bas).
En Belgique, un arrêté royal est un acte du pouvoir exécutif fédéral. 
Il est signé par le roi, contresigné par un ou des ministre(s) ou secrétaire(s) d'État qui en assume(nt) la responsabilité (les secrétaires d'État ne peuvent pas contresigner seuls certains actes). 
Les arrêtés royaux peuvent être réglementaires (normes générales et abstraites) ou avoir une portée individuelle (destinataire(s) identifiable(s)).
Un arrêté royal émane de l'initiative d'un ou de plusieurs ministre(s) ou secrétaire(s) d'État et est, dans certains cas, délibéré en Conseil des ministres (en fonction de l'importance politique ou en application d'une loi ou d'une règle interne au Gouvernement). Il doit généralement (en fonction de la matière et de l'urgence) faire l'objet d'une série de mesures préalables imposées par la loi, ou par des règlements : consultation du Conseil d'État, de l'Inspection des finances, négociations syndicales… 
En pratique et même en théorie (par l'application de la règle du Colloque singulier), les arrêtés royaux n'ont donc de royal que la signature.

## Les arrêtés royaux par rapport aux lois
En Belgique, la séparation entre le pouvoir législatif fédéral et le pouvoir exécutif fédéral est relative. 
- Dans certaines matières, le pouvoir d’édicter des règles est réservé par la Constitution, par des Traités ou par la Loi au législateur fédéral.
- De même, certaines matières sont réservées, par la Constitution, au pouvoir exécutif fédéral (nomination de fonctionnaires, grades militaires, titres de noblesse…).
- Le pouvoir législatif fédéral dispose du pouvoir résiduel d’édicter des règles dans les autres matières fédérales[3].

La loi peut aussi charger le pouvoir exécutif d’établir les règles nécessaires à son exécution. 
D'autre part, le pouvoir exécutif dispose, en vertu de la Constitution, du pouvoir général d’établir les règles nécessaires à l’exécution des lois (y compris dans les matières réservées à la loi). Lors de l’exécution de la loi, le pouvoir exécutif ne peut en étendre ou en limiter la portée.
À l'exception des matières réservées à l'exécutif par la Constitution, le pouvoir législatif peut modifier ou abroger des arrêtés royaux.
En outre, la loi peut, dans le respect de certains principes constitutionnels, habiliter le pouvoir exécutif en vue de modifier des dispositions législatives et lui octroyer des pouvoirs spéciaux. Ces habilitations doivent, en principe, être limitées, être précises et idéalement prévoir une ratification législative.
Le législateur ratifie parfois certains arrêtés royaux pour en faire des normes de valeurs légales et, notamment, les soustraire au contrôle des juridictions judiciaires et administratives (ces lois de ratification restent toutefois sous le contrôle de la Cour constitutionnelle).
Durant la Première Guerre mondiale et la Seconde Guerre mondiale, des Arrêté-lois ont été pris, sans habilitation, dans des matières urgentes mais réservées à la loi, compte tenu de l'impossibilité de réunir le Parlement (sur le visa de l'urgence, de l'attribution du pouvoir législatif au Roi et à la Chambre des représentants et au Sénat et de l'impossibilité de réunir ces deux Chambres en temps utile). De plus, durant la Seconde Guerre mondiale et même après, de nombreux Arrêté-Lois ont été pris, en vertu de pouvoirs extraordinaires très larges conférés, à la veille de la guerre, par la loi à l'exécutif.

## Les arrêtés royaux par rapport aux arrêtés ministériels
Grâce aux exécutoires prévus dans les arrêtés royaux, aux arrêtés royaux de nomination des membres du gouvernement et de règlement du fonctionnement du gouvernement et de l'administration, les ministres et, dans certains cas, les secrétaires d'État, sont chargés, chacun en ce qui le concerne, de l'exécution des arrêtés royaux et de la gestion de l'administration et des deniers publics. À ces titres, les ministres n'ont toutefois pas de pouvoir règlementaire.
Toutefois, un arrêté royal peut spécialement déléguer, en principe uniquement pour des mesures techniques et de détails, l’exercice d'un pouvoir règlementaire déterminé à un ministre.
De même, et bien qu'il n'y soit pas habilité par la Constitution, le législateur charge parfois directement un ministre de certaines missions.
Pour utiliser ces pouvoirs, les ministres prennent alors, en principe, des arrêtés ministériels. En cas de contradiction, les lois et les arrêtés royaux priment sur les arrêtés ministériels.

## La forme des arrêtés royaux
Un arrêté royal se compose de :
- un intitulé comportant éventuellement un numéro
- un préambule comportant :
  - la salutation (« PHILIPPE, Roi des Belges, À tous, présents et à venir, Salut. »)
  - le visa obligatoire des fondements juridiques
  - le visa obligatoire des actes modifiés, abrogés et retirés
  - le visa obligatoire des formalités obligatoires ou des raisons de leur inaccomplissement
  - la mention éventuelle des formalités facultatives
  - la mention des motivations formelles obligatoires
  - la mention éventuelle de la justification du texte
  - le(s) ministre(s) et/ou secrétaire(s) d'État proposant le texte
  - la mention de la délibération du Conseil des ministres (obligatoire dans certains cas)
  - la formule introductive du dispositif (« Nous avons arrêté et arrêtons : »)
- le texte normatif, divisé en articles et composé notamment
  - des dispositions autonomes, modificatives, abrogatoires, de retrait ou transitoires
  - l'entrée en vigueur (si différente du dixième jour après la publication au Moniteur Belge)
  - l'exécutoire (désignation, en terme fonctionnel, du (des) ministre(s) chargé(s) de l'exécution de l'arrêté royal)
- la signature du Roi (avec son lieu et sa date)
- le contreseing du (des) ministre(s) et/ou secrétaire(s) d'État responsables
- les annexes éventuelles (elles-mêmes signées et contresignées)

Durant les périodes de régence, ces actes se sont appelés des Arrêtés du régent.
Durant les périodes d'interrègne et, par analogie, durant les périodes d'impossibilité de régner, lorsqu'un régent n'est pas (encore) désigné, ces actes deviennent des Arrêtés des ministres réunis en Conseil : ils sont pris collégialement, au nom du Peuple belge, par les ministres.

## La force obligatoire des arrêtés royaux
S'il ne fixe pas une autre date, un arrêté royal acquiert force obligatoire 10 jours après sa publication,  au Moniteur belge.
Les arrêtés royaux ne peuvent normalement pas être rétroactifs. Toutefois leur rétroactivité peut être spécialement autorisée, dans certains cas, par la loi ou être admise à titre exceptionnel (continuité du service public, régularisation de situations dans le respect des droits individuels).

## Le contrôle des arrêtés royaux
Les arrêtés royaux doivent s'insérer dans la hiérarchie des normes ou, pour le dire autrement, ne peuvent contrevenir ni aux dispositions de la Constitution, ni aux textes légaux.  Il est donc requis que les arrêtés royaux soient conformes aux normes supérieures.  Le respect de cette exigence fait l'objet de différents contrôles.  On opère généralement une distinction entre le contrôle direct et le contrôle incident.
Le contrôle direct prend la forme d'un recours en annulation dirigé contre l'arrêté.  Ce recours est porté devant une juridiction administrative spéciale, le Conseil d'État,.  Ce recours, qui doit être introduit dans un délai de soixante jours à compter de la publication ou la notification de l'arrêté, peut également être doublé d'une demande de suspension, qui n'aboutira qu'à la double condition que le requérant en annulation apporte la preuve d'un préjudice grave et difficilement réparable, d'une part, et fasse valoir des moyens sérieux, d'autre part.
Le contrôle incident est celui qui est exercé à l'occasion d'un litige dont l'objet est lié à l'application de l'arrêté royal.  Ce contrôle peut être exercé par les tribunaux : par exemple, une personne qui a refusé d'exécuter une obligation qui lui est imposée par un arrêté est poursuivie devant les tribunaux pour être condamnée à accomplir ce que l'arrêté prévoit, se défend en soutenant que l'arrêté est illégal.  Le juge ne pouvant appliquer les arrêtés que dans la mesure où ils sont conformes aux lois rejettera les prétentions du poursuivant.  Le contrôle incident peut également être exercé par le Conseil d’État, par exemple dans le cadre d'un recours dirigé contre un acte individuel adopté sur la base de l'arrêté illégal (par exemple, à l'occasion d'un recours contre une nomination rendue possible par un arrêté établissant illégalement un régime particulier en faveur de certains fonctionnaires).
On ajoutera encore que l'illégalité d'un arrêté royal peut dans certains cas engager la responsabilité de son auteur, c'est-à-dire l’État agissant par le truchement du pouvoir exécutif.  Depuis 1920 et l'arrêt Flandria, il est en effet admis que l'exercice de la puissance publique n'échappe pas au contrôle des tribunaux et que les fautes commises dans ce cadre donnent lieu à indemnisation si les conditions classiques de la responsabilité civile, telles que fixées par l'article 1382 du Code civil, sont remplies.  Les tribunaux peuvent ainsi reconnaître la responsabilité civile de l'État notamment dans le cadre de fautes commises par le pouvoir exécutif durant l'adoption d'un arrêté royal ou en cas d'abstention fautive d'exécuter une loi.
Par contre, la responsabilité pénale de l’État fédéral ne peut être engagée. De même, le Roi ne peut être poursuivi. Toutefois, les ministres peuvent être poursuivis pénalement et sont responsables politiquement devant la Chambre des représentants.